# Anthothela pacifica
Anthothela pacifica är en korallart som först beskrevs av Kükenthal.  Anthothela pacifica ingår i släktet Anthothela och familjen Anthothelidae. Inga underarter finns listade i Catalogue of Life.